# Kaszyce
Kaszyce is een plaats in het Poolse district  Przemyski, woiwodschap Subkarpaten. De plaats maakt deel uit van de gemeente Orły en telt 1100 inwoners.